# Tovarišč Abram
Tovarišč Abram ("Compagno Abram") è un cortometraggio muto del 1919 diretto da Aleksandr Razumnyj.
Si tratta di uno dei rarissimi filmati di propaganda prodotti al tempo nell'URSS a trattare di un soggetto ebraico. Esalta l'eroismo del protagonista, denuncia l'oppressione di cui egli è stato vittima come operaio ed ebreo e promuove la solidarietà di classe contro l'antisemitismo.

## Trama
Un giovane ebreo, Abram Hersh, sopravvissuto a un pogrom, entra a lavorare in una fabbrica a Mosca, diventa un attivista comunista e quindi commissario nell'esercito sovietico.

## Produzione
Il film fu prodotto dalla VFKO. Venne girato in Russia.

## Distribuzione
Il film fu distribuito in Unione Sovietica il 23 Febbraio 1919. Una versione restaurata del film è stata distribuita internazionalmente in DVD nel 2007 dal National Center for Jewish Film (NCJF).